# Stade Rennais Football Club 2014-2015
Questa voce raccoglie le informazioni riguardanti lo Stade Rennais Football Club nelle competizioni ufficiali della stagione 2014-2015.

## Stagione
Philippe Montanier viene riconfermato nel ruolo di allenatore del club.

## Maglie e sponsor
Lo sponsor tecnico per la stagione 2014-2015 è Puma, mentre lo sponsor ufficiale è Samsic. La prima maglia è bianca con righe orizzontali sottili blu, calzoncini e calzettoni bianchi. La seconda maglia è bianca con righe sottili orizzontali neri e inserti rossi, calzoncini e calzettoni bianchi. La terza maglia è grigia con inserti neri, calzoncini e calzettoni neri con inserti grigi.
| Casa | Trasferta | Terza divisa |

## Rosa
| N. |                      | Ruolo | Calciatore            |
| -- | -------------------- | ----- | --------------------- |
| 1  | Francia (bandiera)   | P     | Benoît Costil         |
| 3  | Senegal (bandiera)   | D     | Cheikh M'Bengue       |
| 4  | Mozambico (bandiera) | D     | Mexer                 |
| 5  | Camerun (bandiera)   | D     | Jean-Armel Kana-Biyik |
| 6  | Svizzera (bandiera)  | C     | Gelson Fernandes      |
| 7  | Camerun (bandiera)   | A     | Paul-Georges Ntep     |
| 8  | Francia (bandiera)   | C     | Abdoulaye Doucouré    |
| 9  | Svezia (bandiera)    | A     | Ola Toivonen          |
| 10 | Polonia (bandiera)   | A     | Kamil Grosicki        |
| 11 | Austria (bandiera)   | A     | Philipp Hosiner       |
| 12 | Francia (bandiera)   | D     | Steven Moreira        |
| 13 | Francia (bandiera)   | A     | Wesley Saïd           |
| 13 | Belgio (bandiera)    | C     | Christian Brüls       |
| 14 | Senegal (bandiera)   | D     | Fallou Diagne         |
| 15 | Camerun (bandiera)   | C     | Jean Makoun           |

| N. |                               | Ruolo | Calciatore             |
| -- | ----------------------------- | ----- | ---------------------- |
| 16 | Argentina (bandiera)          | P     | Olivier Sorin          |
| 17 | Francia (bandiera)            | C     | Vincent Pajot          |
| 18 | Mali (bandiera)               | A     | Pedro Henrique Konzen  |
| 19 | Francia (bandiera)            | C     | Adrien Hunou           |
| 19 | Albania (bandiera)            | D     | Ermir Lenjani          |
| 20 | Francia (bandiera)            | C     | Axel Ngando            |
| 21 | Francia (bandiera)            | C     | Benjamin André         |
| 22 | Francia (bandiera)            | D     | Sylvain Armand         |
| 23 | Norvegia (bandiera)           | C     | Anders Ågnes Konradsen |
| 24 | Francia (bandiera)            | C     | Sanjin Prcić           |
| 25 | Francia (bandiera)            | C     | Zana Allée             |
| 26 | Francia (bandiera)            | D     | Cédric Hountondji      |
| 27 | Francia (bandiera)            | A     | Habib Habibou          |
| 28 | Macedonia del Nord (bandiera) | D     | Gjoko Zajkov           |
| 29 | Francia (bandiera)            | D     | Romain Danzé           |

## Calciomercato

### Sessione estiva(dal 10/6 all'1/9)
| Acquisti | Acquisti              | Acquisti       | Acquisti                    |
| R.       | Nome                  | da             | Modalità                    |
| -------- | --------------------- | -------------- | --------------------------- |
| P        | Olivier Sorin         |                | svincolato                  |
| D        | Fallou Diagne         | Rennes         | definitivo                  |
| D        | Mexer                 | Nacional       | definitivo                  |
| D        | Gjoko Zajkov          | Rabotnički     | definitivo                  |
| C        | Benjamin André        |                | svincolato                  |
| C        | Christian Brüls       | Gent           | definitivo                  |
| C        | Cheick Diarra         | Istres         | fine prestito               |
| C        | Gelson Fernandes      | Friburgo       | definitivo                  |
| C        | Pedro Henrique Konzen | Zurigo         | definitivo                  |
| C        | Axel Ngando           | Auxerre        | fine prestito               |
| C        | Sanjin Prcić          | Sochaux        | definitivo                  |
| A        | Zana Allée            | Auxerre        | fine prestito               |
| A        | Habib Habibou         | Gent           | definitivo                  |
| A        | Pierre-Yves Hamel     | Rennes 2       | contratto da professionista |
| A        | Philipp Hosiner       | Austria Vienna | definitivo                  |
| A        | Abdoulaye Sané        | Laval          | fine prestito               |

| Cessioni | Cessioni            | Cessioni            | Cessioni                 |
| R.       | Nome                | a                   | Modalità                 |
| -------- | ------------------- | ------------------- | ------------------------ |
| P        | Abdoulaye Diallo    | Le Havre            | rinnovo prestito         |
| P        | Cheick N'Diaye      |                     | svincolato               |
| P        | Silvio Romero       | Lanús               | fine prestito            |
| D        | John Boye           |                     | svincolato               |
| D        | Dimitri Foulquier   | Granada             | definitivo               |
| D        | Cédric Hountondji   | Châteauroux         | prestito                 |
| C        | Romain Alessandrini | Olympique Marsiglia | definitivo (5 milioni €) |
| C        | Sadio Diallo        | Lorient             | rinnovo prestito         |
| C        | Cheick Diarra       | Auxerre             | prestito                 |
| C        | Julien Féret        |                     | svincolato               |
| C        | Foued Kadir         | Olympique Marsiglia | fine prestito            |
| A        | Tiémoué Bakayoko    | Monaco              | definitivo (8 milioni €) |
| A        | Nélson Oliveira     | Benfica             | fine prestito            |
| A        | Jonathan Pitroipa   | Al-Jazira           | definitivo               |
| A        | Wesley Saïd         | Laval               | prestito                 |

### Sessione invernale(dal 3/1 al 2/2)
| Acquisti | Acquisti          | Acquisti  | Acquisti   |
| R.       | Nome              | da        | Modalità   |
| -------- | ----------------- | --------- | ---------- |
| P        | Edvinas Gertmonas | Atlantas  | definitivo |
| D        | Ermir Lenjani     | San Gallo | definitivo |

| Cessioni | Cessioni              | Cessioni      | Cessioni   |
| R.       | Nome                  | a             | Modalità   |
| -------- | --------------------- | ------------- | ---------- |
| P        | Edvinas Gertmonas     | Atlantas      | prestito   |
| D        | Jean-Armel Kana-Biyik |               | svincolato |
| C        | Adrien Hunou          | Clermont Foot | prestito   |
| C        | Axel Ngando           | Angers        | prestito   |

## Risultati

### Ligue 1

#### Girone d'andata
| Arbitro: | Millot |

|                                     |           |  |
| Malbranque 64’ Lacazette 74’ (rig.) | Marcatori |  |

| Arbitro: | Thual |

|                                               |           |               |
| Toivonen 6’, 57’ Mexer 39’, 43’ Ntep 76’, 87’ | Marcatori | 35’, 83’ Wass |

| Saint-Étienne 24 agosto 2014, ore 17:00 CEST 3ª giornata | Saint-Étienne | 0 – 0 referto | Rennes | Stade Geoffroy-Guichard (30.967 spett.)\| Arbitro: \| Buquet \| |
| Arbitro:                                                 | Buquet        |               |        |                                                                 |

| Arbitro: | Castro |

|  |           |              |
|  | Marcatori | 88’ Toivonen |

| Arbitro: | Gautier |

|                    |           |            |
| Maxwell 55’ (aut.) | Marcatori | 43’ Camara |

| Arbitro: | Lannoy |

|                                    |           |  |
| Gignac 50’, 63’ Alessandrini 90+4’ | Marcatori |  |

| Arbitro: | Fautrel |

|  |           |                                     |
|  | Marcatori | 42’ Pešić 57’ Diagne 61’ Ben Yedder |

| Arbitro: | Bastien |

|                        |           |             |
| Khazri 73’ Touré 90+3’ | Marcatori | 80’ Habibou |

| Arbitro: | Desiage |

|               |           |  |
| Ntep 54’, 84’ | Marcatori |  |

| Metz 18 ottobre 2014, ore 20:00 CEST 10ª giornata | Metz   | 0 – 0 referto | Rennes | Stade Saint-Symphorien (18.074 spett.)\| Arbitro: \| Lesage \| |
| Arbitro:                                          | Lesage |               |        |                                                                |

| Arbitro: | Kalt |

|                          |           |  |
| Habibou 46’ Doucouré 54’ | Marcatori |  |

| Arbitro: | Fautrel |

|                   |           |             |
| Armand 21’ (aut.) | Marcatori | 4’ Henrique |

| Arbitro: | Bien |

|              |           |  |
| Henrique 89’ | Marcatori |  |

| Arbitro: | Varela |

|  |           |          |
|  | Marcatori | 36’ Ntep |

| Arbitro: | Bastien |

|                                   |           |  |
| Abdennour 10’ (aut.) Toivonen 19’ | Marcatori |  |

| Arbitro: | Castro |

|               |           |                        |
| Cvitanich 83’ | Marcatori | 12’ Ntep 49’ Konradsen |

| Arbitro: | Delerue |

|  |           |                                                 |
|  | Marcatori | 23’ Martin 55’ Sanson 60’ Barrios 90+2’ Mounier |

| Arbitro: | Thual |

|                             |           |  |
| Boudebouz 45+2’ Cahuzac 81’ | Marcatori |  |

| Arbitro: | Fautrel |

|           |           |                                            |
| Mexer 45’ | Marcatori | 66’ Charbonnier 76’ Fortes 90’ de Préville |

#### Girone di ritorno
| Arbitro: | Gautier |

|               |           |          |
| Thomasson 62’ | Marcatori | 66’ Ntep |

| Rennes 18 gennaio 2015, ore 17:00 CET 21ª giornata | Rennes | 0 – 0 referto | Saint-Étienne | Stade de la Route de Lorient (17.555 spett.)\| Arbitro: \| Lannoy \| |
| Arbitro:                                           | Lannoy |               |               |                                                                      |

| Arbitro: | Moreira |

|           |           |                                             |
| André 15’ | Marcatori | 4’ Privat 50’ Nangis 85’ Féret 89’ Da Silva |

| Arbitro: | Kalt |

|             |           |  |
| Lavezzi 29’ | Marcatori |  |

| Rennes 7 febbraio 2015, ore 16:00 CET 24ª giornata | Rennes | – | Olympique Marsiglia | Stade de la Route de Lorient |

| Tolosa 14 febbraio 2015, ore 20:00 CET 25ª giornata | Tolosa | – | Rennes | Stadium Municipal |

| Rennes 21 febbraio 2015, ore 20:00 CET 26ª giornata | Rennes | – | Bordeaux | Stade de la Route de Lorient |

| Lens 28 febbraio 2015, ore 20:00 CET 27ª giornata | Lens | – | Rennes | Stade Félix Bollaert |

| Rennes 7 marzo 2015, ore ? CET 28ª giornata | Rennes | – | Metz | Stade de la Route de Lorient |

| Villeneuve d'Ascq 14 marzo 2015, ore ? CET 29ª giornata | Lilla | – | Rennes | Stade Pierre-Mauroy |

| Rennes 21 marzo 2015, ore ? CET 30ª giornata | Rennes | – | Nantes | Stade de la Route de Lorient |

| Lorient 4 aprile 2015, ore ? CEST 31ª giornata | Lorient | – | Rennes | Stade du Moustoir |

| Rennes 12 aprile 2015, ore ? CEST 32ª giornata | Rennes | – | Guingamp | Stade de la Route de Lorient |

| Principato di Monaco 18 aprile 2015, ore ? CEST 33ª giornata | Monaco | – | Rennes | Stade Louis II |

| Rennes 25 aprile 2015, ore ? CEST 34ª giornata | Rennes | – | Nizza | Stade de la Route de Lorient |

| Montpellier 3 maggio 2015, ore ? CEST 35ª giornata | Montpellier | – | Rennes | Stade de la Mosson |

| Rennes 9 maggio 2015, ore ? CEST 36ª giornata | Rennes | – | Bastia | Stade de la Route de Lorient |

| Reims 16 maggio 2015, ore ? CEST 37ª giornata | Stade Reims | – | Rennes | Stade Auguste Delaune |

| Rennes 23 maggio 2015, ore ? CEST 38ª giornata | Rennes | – | Olympique Lione | Stade de la Route de Lorient |

### Coppa di Francia

#### Fase a eliminazione diretta
| Arbitro: | Millot |

|           |           |                  |
| Aabiza 3’ | Marcatori | 2’, 27’ Doucouré |

| Arbitro: | Desiage |

|                                                            |                      |                                                       |
| Armand 29’ (rig.)                                          | Marcatori            | 70’ Kiey                                              |
| Danzé Fernandes Habibou Henrique Armand Doucouré Konradsen | Tiri di rigore 5 – 4 | Bourillon Charbonnier Courtet Kiey Devaux Conte Mfulu |

| Principato di Monaco 11 febbraio 2015, ore 19:00 CET Ottavi di finale | Monaco | – | Rennes | Stade Louis II |

### Coppa di Lega

#### Fase a eliminazione diretta
| Arbitro: | Ennjimi |

|                                    |           |               |
| Konradsen 60’ Hosiner 90+3’ (rig.) | Marcatori | 19’ Batshuayi |

| Arbitro: | Buquet |

|            |           |  |
| Armand 69’ | Marcatori |  |

| Arbitro: | Turpin |

|                                          |           |            |
| Squillaci 42’ Danzé 71’ (aut.) Cissé 90’ | Marcatori | 12’ Armand |

## Statistiche
Aggiornate al 30 gennaio 2015

### Statistiche di squadra
| Competizione     | Punti | In casa | In casa | In casa | In casa | In casa | In casa | In trasferta | In trasferta | In trasferta | In trasferta | In trasferta | In trasferta | Totale | Totale | Totale | Totale | Totale | Totale | DR |
| Competizione     | Punti | G       | V       | N       | P       | Gf      | Gs      | G            | V            | N            | P            | Gf           | Gs           | G      | V      | N      | P      | Gf     | Gs     | DR |
| ---------------- | ----- | ------- | ------- | ------- | ------- | ------- | ------- | ------------ | ------------ | ------------ | ------------ | ------------ | ------------ | ------ | ------ | ------ | ------ | ------ | ------ | -- |
| Ligue 1          | 30    | 11      | 5       | 2       | 4       | 16      | 17      | 12           | 3            | 4            | 5            | 7            | 13           | 23     | 8      | 6      | 9      | 23     | 30     | -7 |
| Coppa di Francia | -     | 1       | 0       | 1       | 0       | 1       | 1       | 1            | 1            | 0            | 0            | 2            | 1            | 2      | 1      | 1      | 0      | 3      | 2      | +1 |
| Coppa di Lega    | -     | 2       | 2       | 0       | 0       | 3       | 1       | 1            | 0            | 0            | 1            | 1            | 3            | 3      | 2      | 0      | 1      | 4      | 4      | 0  |
| Totale           | -     | 14      | 7       | 3       | 4       | 20      | 19      | 14           | 4            | 4            | 6            | 10           | 17           | 28     | 11     | 7      | 10     | 30     | 36     | -6 |

### Andamento in campionato
| Giornata  | 1  | 2 | 3 | 4 | 5 | 6 | 7  | 8  | 9  | 10 | 11 | 12 | 13 | 14 | 15 | 16 | 17 | 18 | 19 | 20 | 21 | 22 | 23 | 24 | 25 | 26 | 27 | 28 | 29 | 30 | 31 | 32 | 33 | 34 | 35 | 36 | 37 | 38 |
| --------- | -- | - | - | - | - | - | -- | -- | -- | -- | -- | -- | -- | -- | -- | -- | -- | -- | -- | -- | -- | -- | -- | -- | -- | -- | -- | -- | -- | -- | -- | -- | -- | -- | -- | -- | -- | -- |
| Luogo     | T  | C | T | T | C | T | C  | T  | C  | T  | C  | T  | C  | T  | C  | T  | C  | T  | C  | T  | C  | C  | T  | C  | T  | C  | T  | C  | T  | C  | T  | C  | T  | C  | T  | C  | T  | C  |
| Risultato | P  | V | N | V | N | P | P  | P  | V  | N  | V  | N  | V  | V  | V  | V  | P  | P  | P  | N  | N  | P  | P  |    |    |    |    |    |    |    |    |    |    |    |    |    |    |    |
| Posizione | 18 | 8 | 7 | 5 | 7 | 8 | 13 | 15 | 12 | 13 | 9  | 11 | 7  | 7  | 6  | 5  | 6  | 7  | 8  | 11 | 9  | 10 |    |    |    |    |    |    |    |    |    |    |    |    |    |    |    |    |

Fonte:  Classements, su lfp.fr, LFP.
Legenda:

Luogo: C = Casa; T = Trasferta. Risultato: V = Vittoria; N = Pareggio; P = Sconfitta.

### Statistiche dei giocatori
| Giocatore     | Ligue 1  | Ligue 1 | Ligue 1     | Ligue 1    | Coppa di Francia Coppa di Lega | Coppa di Francia Coppa di Lega | Coppa di Francia Coppa di Lega | Coppa di Francia Coppa di Lega | Totale   | Totale | Totale      | Totale     |
| Giocatore     | Presenze | Reti    | Ammonizioni | Espulsioni | Presenze                       | Reti                           | Ammonizioni                    | Espulsioni                     | Presenze | Reti   | Ammonizioni | Espulsioni |
| ------------- | -------- | ------- | ----------- | ---------- | ------------------------------ | ------------------------------ | ------------------------------ | ------------------------------ | -------- | ------ | ----------- | ---------- |
| Z. Allée      | -        | -       | -           | -          | -                              | -                              | -                              | -                              | -        | -      | -           | -          |
| B. André      | 10       | 1       | 2           | 0          | 1+3                            | 0                              | 0                              | 0                              | 14       | 1      | 2           | 0          |
| S. Armand     | 21       | 0       | 4           | 0          | 2+3                            | 1+2                            | 0                              | 0                              | 26       | 3      | 4           | 0          |
| C. Brüls      | 9        | 0       | 1           | 0          | 2+1                            | 0                              | 0                              | 0                              | 12       | 0      | 1           | 0          |
| B. Costil     | 23       | -30     | 0           | 0          | 2+3                            | -2-4                           | 0                              | 0                              | 28       | -32    | 0           | 0          |
| R. Danzé      | 22       | 0       | 3           | 0          | 1+2                            | 0                              | 0                              | 0                              | 25       | 0      | 3           | 0          |
| F. Diagne     | 7        | 0       | 1           | 1          | 1+1                            | 0                              | 0                              | 0                              | 9        | 0      | 1           | 1          |
| B. Doucouré   | 21       | 1       | 1           | 0          | 2+3                            | 2+0                            | 0                              | 0                              | 26       | 3      | 1           | 0          |
| G. Fernandes  | 19       | 0       | 6           | 0          | 1+1                            | 0                              | 0                              | 0                              | 21       | 0      | 6           | 0          |
| K. Grosicki   | 9        | 0       | 0           | 0          | 0+1                            | 0                              | 0                              | 0                              | 10       | 0      | 0           | 0          |
| M. Habibou    | 16       | 2       | 1           | 0          | 2+3                            | 0                              | 0+1                            | 0                              | 21       | 2      | 2           | 0          |
| P. Henrique   | 19       | 2       | 3           | 0          | 2+3                            | 0                              | 1+0                            | 0                              | 24       | 2      | 4           | 0          |
| P. Hosiner    | 12       | 1       | 2           | 0          | 0+1                            | 0+1                            | 0                              | 0                              | 13       | 2      | 2           | 0          |
| C. Hountondji | 0        | 0       | 0           | 0          | -                              | -                              | -                              | -                              | 0        | 0      | 0           | 0          |
| A. Hunou      | -        | -       | -           | -          | -                              | -                              | -                              | -                              | -        | -      | -           | -          |
| J. Kana-Biyik | -        | -       | -           | -          | -                              | -                              | -                              | -                              | -        | -      | -           | -          |
| A. Konradsen  | 10       | 1       | 2           | 0          | 2+3                            | 0+1                            | 1+2                            | 0+1                            | 15       | 2      | 5           | 1          |
| E. Lenjani    | -        | -       | -           | -          | 0+1                            | 0                              | 0                              | 0+1                            | 1        | 0      | 0           | 1          |
| J. Makoun     | 1        | 0       | 0           | 0          | -                              | -                              | -                              | -                              | 1        | 0      | 0           | 0          |
| C. M'Bengue   | 17       | 0       | 2           | 0          | 1+1                            | 0                              | 0                              | 0                              | 19       | 0      | 2           | 0          |
| Mexer         | 23       | 3       | 2           | 0          | 2+2                            | 0                              | 0                              | 0                              | 27       | 3      | 2           | 0          |
| S. Moreira    | 13       | 0       | 0           | 0          | 2+3                            | 0                              | 1+0                            | 0                              | 18       | 0      | 1           | 0          |
| A. Ngando     | -        | -       | -           | -          | -                              | -                              | -                              | -                              | -        | -      | -           | -          |
| P. Ntep       | 20       | 8       | 1           | 0          | 0+2                            | 0                              | 0                              | 0+1                            | 22       | 8      | 1           | 1          |
| V. Pajot      | 19       | 0       | 1           | 0          | 2+0                            | 0                              | 0                              | 0                              | 21       | 0      | 1           | 0          |
| S. Prcić      | 12       | 0       | 2           | 0          | 1+2                            | 0                              | 0                              | 0                              | 15       | 0      | 2           | 0          |
| W. Saïd       | 0        | 0       | 0           | 0          | -                              | -                              | -                              | -                              | 0        | 0      | 0           | 0          |
| O. Sorin      | 0        | 0       | 0           | 0          | -                              | -                              | -                              | -                              | 0        | 0      | 0           | 0          |
| O. Toivonen   | 16       | 4       | 0           | 0          | 2+2                            | 0                              | 0                              | 0                              | 20       | 4      | 0           | 0          |
| G. Zajkov     | -        | -       | -           | -          | 0+1                            | 0                              | 0                              | 0                              | 1        | 0      | 0           | 0          |